# Каварма

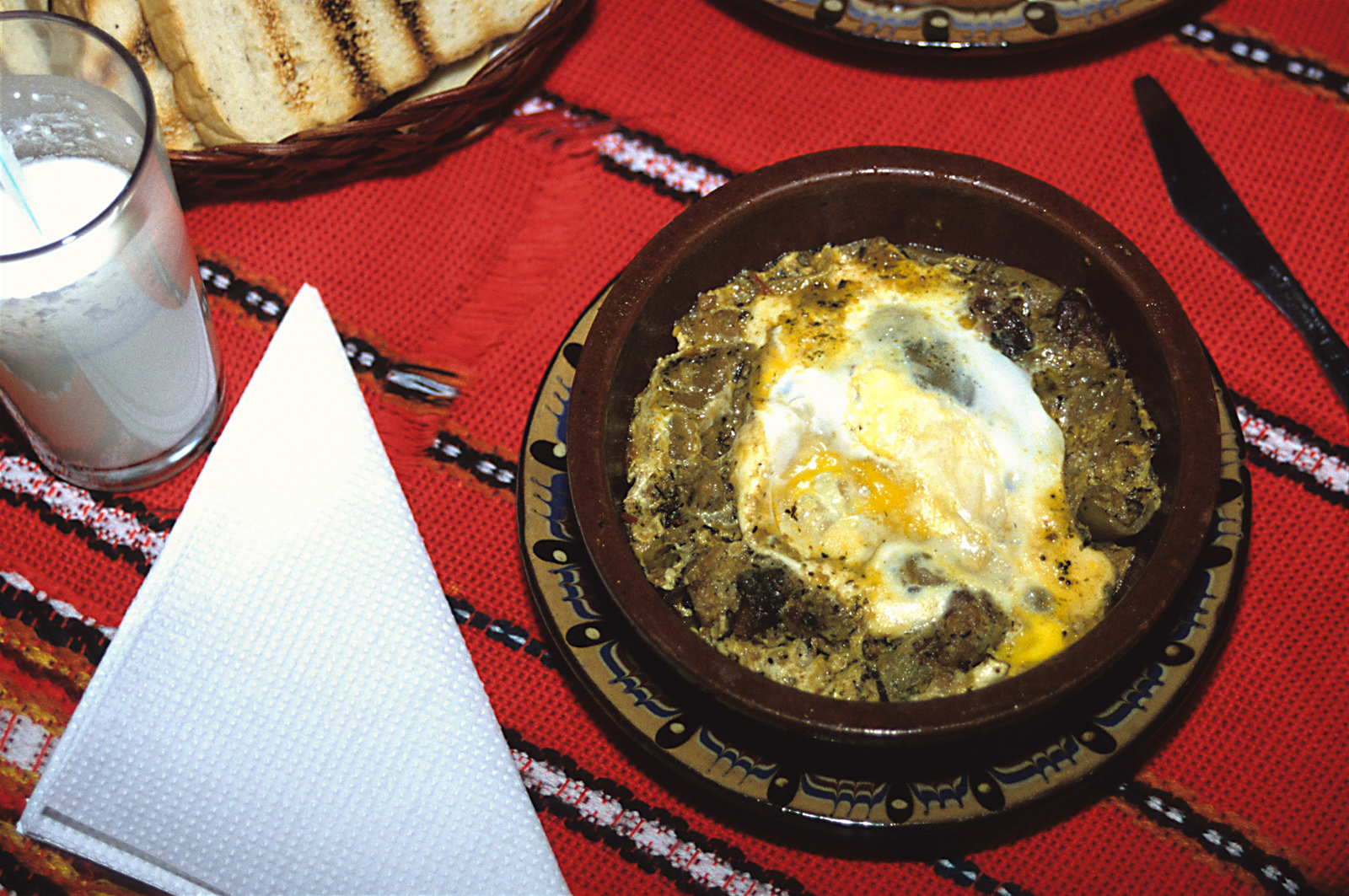
Каварма по копривщенськи з одним яйцем, подана зі склянкою айрану та хлібом

Каварма (болг. каварма),(вірм. Տհալ) от тур. Kavrulmuş-смажений — засмажений) — страва балканської кухні, найпопулярніша в Туреччині та Болгарії. Подається в гарячому і в холодному вигляді. При цьому, фактично, виходять дві різні страви.

## Різновиди страви

### Каварма гаряча
Гаряча каварма нагадує жирний суп або печеню. Основні інгредієнти, перш за все, м'ясо, спочатку обсмажуються, а потім запікаються в глиняному горщику або каструлі . Склад цієї страви варіюється в залежності від регіону: найчастіше використовуються свинина та/або курятина, цибуля, чабер, перець стручковий, томати, вино, гриби, червоний та чорний перець, сіль. Але молдовські болгари Молдови й України готують каварму за зовсім іншими рецептами. У Молдові, в Бессарабії для каварми використовують овече м'ясо або баранину. В Україні використовують виключно ягнятину. Каварму варять у великому казані на вулиці на відкритому вогні, додаючи чорний перець, червоний перець, інші спеції за смаком. Часто використовується стара вівця. М'ясо ретельно знімається з кістки. Процес варіння може бути досить тривалим, поки м'ясо не розвариться. Страва вважається дуже ситною, калорійною.

### Каварма холодна
Після того, як м'ясо буде приготовано, жир повинен загуснути, а сало отримати помаранчевий колір шляхом додавання червоного меленого перцю. Вся ця суміш переливається в шлунок вівці, який перед цим ретельно був промитий і почищений. Одержаний мішок зі шлунка вівці з вареним м'ясом, топленим жиром та спеціями ставиться під прес для застигання і отримання форми. Після охолодження каварма нарізається скибочками середньої товщини і подається на стіл. Інший варіант: після приготування з казана витягуються всі кістки і каварма розливається по формах, де вона і застигає. Це відмінний спосіб консервації — так каварма (каурма) може зберігатися навіть поза холодильником кілька тижнів, наприклад, в підвалі або іншому прохолодному місці. Холодна кавурма часто продається на ринках . Таку кавурма, яка чимось нагадує сальтисон, можна, знову ж таки, розігріти на сковороді.